# Александру Авереску
Александру Авереску (рум. Alexandru Averescu; 9 квітня 1859 — 2 жовтня 1938) — румунський державний і політичний діяч, маршал Румунії (від 1934).

## Біографічні дані
Народився в селі Бабель в Молдавському князівстві (Ізмаїльський повіт, нині село Озерне Одеської області), на північний захід від Ізмаїла в родині поміщика. Брав участь в Російсько-турецькій війні 1877—1878 років. У 1886 закінчив військову академію у Турині (Королівство Італія). З 1895 по 1898 — військовий аташе в Берліні. В 1907–1908 — військовий міністр. У 1907 році керував придушенням селянських повстань у Валахії та Молдові. У 1911 призначений начальником румунського генерального штабу. Під час Другої Балканської війни (29 червня — 10 серпня 1913) керував операціями проти болгарської армії. Під час Першої світової війни 1914–1918 командував корпусом, пізніше армією. З 1919 — міністр внутрішніх справ. Здійснював каральні експедиції проти українського населення у Буковині та Бессарабії. У 1920–1921 і 1926–1927 — прем'єр-міністр Румунії. Домігся від держав Антанти визнання румунською територією Бессарабії. Засновник Народної партії, один з ідеологів створення «Великої Румунії». Під час свого другого прем'єрства в зовнішній політиці зближувався з Італією. У 1930-ті роки виступав за союз з Німеччиною.